# Carrosserie (réparation)
Pour les articles homonymes, voir carrosserie.
La carrosserie englobe les travaux  de réparation des déformations subies par un véhicule.
Les savoir-faire artisanaux des carrossiers-restaurateurs et leur écosysteme est une pratique inscrite à l'inventaire du patrimoine culturel immatériel en France en 2021. 

## Historique
Le métier de carrossier tire son nom des fabricants et réparateurs de carrosses (et tous types d’autres voitures) tirés par des chevaux. Avec l'avènement de l'automobile, ce métier a gardé son nom. Le carrossier répare l'infrastructure (châssis), le tôlier-réparateur la structure (ailes, portes, vitres, etc.), et le peintre traite la carrosserie et effectue la finition.

## Techniques de réparation
Il existe plusieurs techniques de réparation, chaque carrossier a une méthode propre de travail.

### Le remplacement
On nomme également « ferrage » le fait de démonter ou de remonter des pièces. Plus couramment désigné par « dépose-repose ».

### Le débosselage ou redressage
Redresser une pièce emboutie demande une dextérité et un savoir-faire souvent longs à acquérir. Les toliers formeurs sont de moins en moins nombreux, la rentabilité en réparation exigeant maintenant de changer les pièces. Il n'en subsiste plus que pour la restauration d'automobiles de collection.

### Le banc de redressage ou «Minitir»
Lorsqu'un choc est important, il devient nécessaire d'utiliser un banc de redressage pour pourvoir effectuer une remise en ligne.
Un banc de redressage est un châssis roulant, assez bas pour pouvoir se glisser sous un véhicule (non rabaissé), et qui, une fois en place, se fixe aux bas de caisses de l'auto. Sur le banc de redressage, on fixe ensuite une pièce nommée équerre hydraulique, constituée de deux bras accrochés par une extrémité et munie d'un vérin. On accroche cette équerre avec une pince spéciale et des chaînes à l'endroit à redresser, on actionne le vérin, et on redresse ainsi le véhicule.

### Le banc de mesure ou marbre
Lorsque le choc est très important et qu'il a déformé le châssis (la structure) du véhicule, le carrossier a besoin d'un gabarit à l'échelle du véhicule pour le redresser. Il pourra ainsi remettre les points importants - appelés « référentiels » - de ce châssis aux cotes préconisées par le constructeur. Ces points référentiels sont, par exemple, les points d'ancrage des amortisseurs sur la caisse, les points qui supportent le moteur ou le berceau moteur (pièce dans laquelle est ancré le moteur, elle-même étant vissée au châssis) ou les points de référence des brancards (ou longerons) qui permettent de vérifier l'alignement de ceux-ci par rapport aux autres.
L'unité de mesure pour le marbre est le millimètre, l'écartement entre deux tourelles d'amortisseur s'exprime par exemple au millimètre près.
Un mécanicien démonte d'abord les pièces mécaniques nécessaires (demi-trains, train arriére ou moteur complet…) Puis le carrossier pose le véhicule sur un banc permettant à la fois de vérifier l'alignement des points importants du châssis les uns par rapport aux autres et de les redresser si besoin est : c'est le marbre.
Il existe plusieurs sortes de marbres. À peu près tous les marbres se composent d'un lourd châssis carré monté sur roulettes permettant de poser et de maintenir très fermement un véhicule dessus et de fixer une équerre hydraulique pour redresser l'auto.
- Le plus ancien et aussi sans doute le plus fiable des marbres est le marbre universel. On fixe des ferrures sur ce marbre, et le véhicule sur ces ferrures. Les ferrures sont des pièces prévues pour être vissées sur le marbre d'une part, et sur le véhicule de l'autre dont elles épousent la forme. L'avantage de ce type de marbre est que si un point du châssis n'est pas à la place exacte qu'il devrait occuper dans l'espace, la ferrure ne pourra pas être montée, il est donc très difficile de se tromper. L'inconvénient de ce type de marbre est qu'il faut donc un jeu de ferrures par type de châssis. (il existe souvent plusieurs véhicules construits sur un type de châssis)
- Le marbre dit « poutre de mesure » est constitué d'une poutre située sur le cadre du marbre et sous le véhicule. Des tiges appelées « piges » sortent de cette poutre et permettent de mesurer les différents points du châssis du véhicule. L'avantage de ce type de marbre est qu'il n'a pas besoin de ferrures. Une simple feuille avec les cotes préconisées par le constructeur suffit. L'inconvénient de ce type de marbre est que l'on peut se tromper en mesurant un point, et en tirant celui-ci, on peut en déplacer un autre parce qu'il n'est pas maintenu comme sur le marbre universel.
- Le marbre laser est constitué d'un dispositif de mesure optique situé sur le cadre du marbre. Son principe reste le même que pour la poutre de mesure, sauf que là, c'est un rayon laser qui prend toutes les mesures en même temps. L'avantage de ce type de marbre est qu'il n'a pas besoin de ferrures, si en redressant un point, on en déplace un autre, on le voit de suite, car le système l'indique. L'inconvénient de ce type de marbre est que les points ne sont pas maintenus comme sur le marbre universel.

Lorsqu'un passage au marbre est bien réalisé, le véhicule n'en conserve en général aucune séquelle. La précision de ces trois techniques de réparation est telle que souvent, les carrossiers trouvent des défauts minimes sur des véhicules neufs.
En France, selon la jurisprudence, un vendeur professionnel doit signaler à l'acheteur si une voiture a fait l’objet d’un « passage au marbre ».

### Le masticage

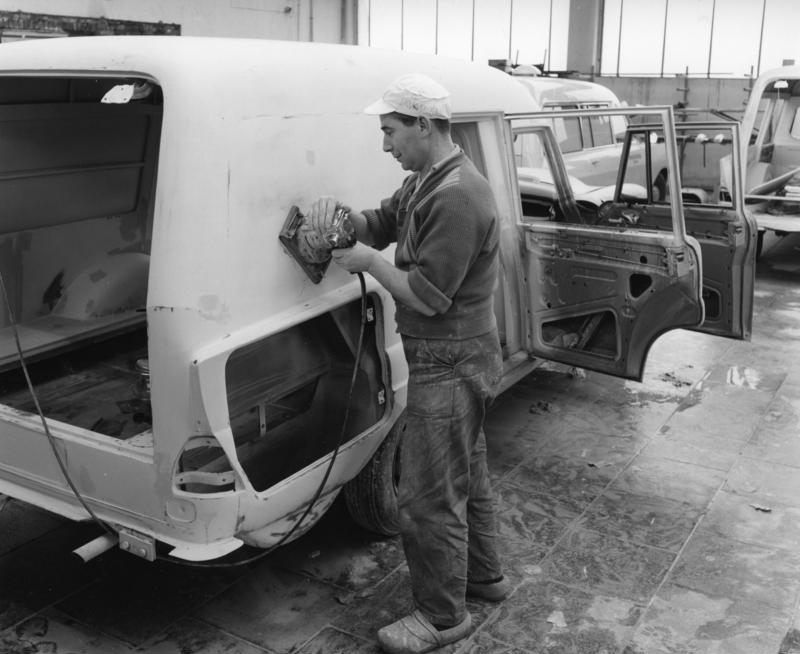
Ponçage d'un véhicule après masticage.

Lorsqu'une pièce ne peut plus être redressée ou qu'une pièce plastique a un trou à combler, on fait appel à du mastic. On utilise des palettes métalliques plates appelées « couteaux pour mastiquer » ou « spatules japonaises » et chaque type de surface (résine, plastique ou métal) a son type de mastic.
Toutes les pièces ne peuvent pas être mastiquées. Soit parce que c'est interdit par le constructeur comme c'est par exemple le cas du châssis ou des longerons, soit parce que techniquement, cela ne donne pas une réparation de qualité. La pièce à mastiquer est en général poncée avec du gros papier, nettoyée et dégraissée.
Les mastics dits « cellulosiques », séchant simplement à l'air libre sont aujourd'hui délaissés au profit de mastics « polyuréthanes, epoxy ou polyester », nécessitant un durcisseur.
Lorsque le mastic est poncé, on « l'adoucit », c’est-à-dire qu'on le re-ponce avec un grain fin. On camoufle les parties à ne pas peindre, avec du papier, on dégraisse et on applique un « apprêt ». L'apprêt est un produit destiné à préparer les fonds à la peinture. Ce produit unifie les fonds, il est soit de couleur proche de la teinte de finition soit neutre et unie, il bouche les micro-défauts et les porosités du mastic et, une fois poncé, il reste parfaitement lisse. Les apprêts sont synthétiques, hydrodiluables ou polyuréthane (avec durcisseur).
Le peintre va démonter les petites pièces pouvant l'être aisément, comme les poignées de portes ou les baguettes. Une fois l'apprêt poncé, il camoufle les pièces ne pouvant être déposées, dégraisse la pièce et la peint. Il existe également un procédé appelé, mouillé sur mouillé, donc sans ponçage, cette technique est souvent utilisée dans les réparations rapides.

### Le marouflage
Une fois que le véhicule est prêt à peindre, le peintre doit maroufler ou cacher le véhicule avec du papier ou une bâche en plastique, c'est-à-dire qu'il faut isoler tous les éléments qui ne doivent pas être peints.

### La peinture
Le peintre applique les couches selon les prescriptions du fabricant de peintures. Les peintures nacrées ou métallisées sont des finitions revernies. Les peintures cellulosiques ou synthétiques sont des produits abandonnés depuis longtemps dans l'automobile. Mais la cellulosique était celle des marques de prestige : Rolls, Bentley, Delahaye, Hotchkiss, etc. Elle était appliquée en douze à vingt couches, poncées à chaque fois. C'est ce qu'on appelle le « poncé-poli », donnant une profondeur inégalée.